# Bassai
Bassai (latinsky Bassae) je archeologická lokalita v jižním Řecku, která byla za antických dob součástí Arkádie. Oblast je známá především díky starověkému Apollónově chrámu, který je dnes oblíbeným turistickým cílem. V roce 1986 byl chrám zapsán na Seznam světového dědictví UNESCO, což z něj učinilo vůbec první řeckou památku umístěnou na tomto seznamu.

## Apollónův chrám

půdorys chrámu

Apollonův chrám je vystavněn na uměle navýšené terase. Stejně jako několik dalších antických chrámů v Arkádii je orientován ve směru východ-západ namísto obvyklého sever-jih, pravděpodobně z důvodu místní tradice. Jako hlavní stavební materiál byl použit místní šedý vápenec, ale část střechy, průčelí celly a sochařské výzdoby jsou z mramoru. Achitektonické ztvárnění chrámu zahrnuje všechny tři základní řády starověkého Řecka.
Po obvodu chrámu je rozmístěno šest sloupů na kratších stranách a patnáct na dlouhých stranách (namísto v té době obvyklého poměru 6:13) v jedné řadě (tzv. půdorys Peripteros). Tyto sloupy jsou v dórském řádu stejně jako dvojice sloupů předsíně (pronaos) a zadní předsíně (opisthodomos). V centrální části chrámu se nachází cella. Vnitřní prostor celly je vyplněn 10 polosloupy v iónského řádu, které tak vytvářejí výklenky v obvodové stěně. Na ústředním místě celly byl v minulosti umístěn sloup, jehož hlavice v korintském řádu je nejstarší zdokumentovaný archtitektonický prvek tohoto řádu. Jeho fragmenty jsou uloženy v řeckém Národním archeologickém muzeu. Za tímto sloupem v prostoru adytonu stála socha Apollóna.

## Fotogalerie

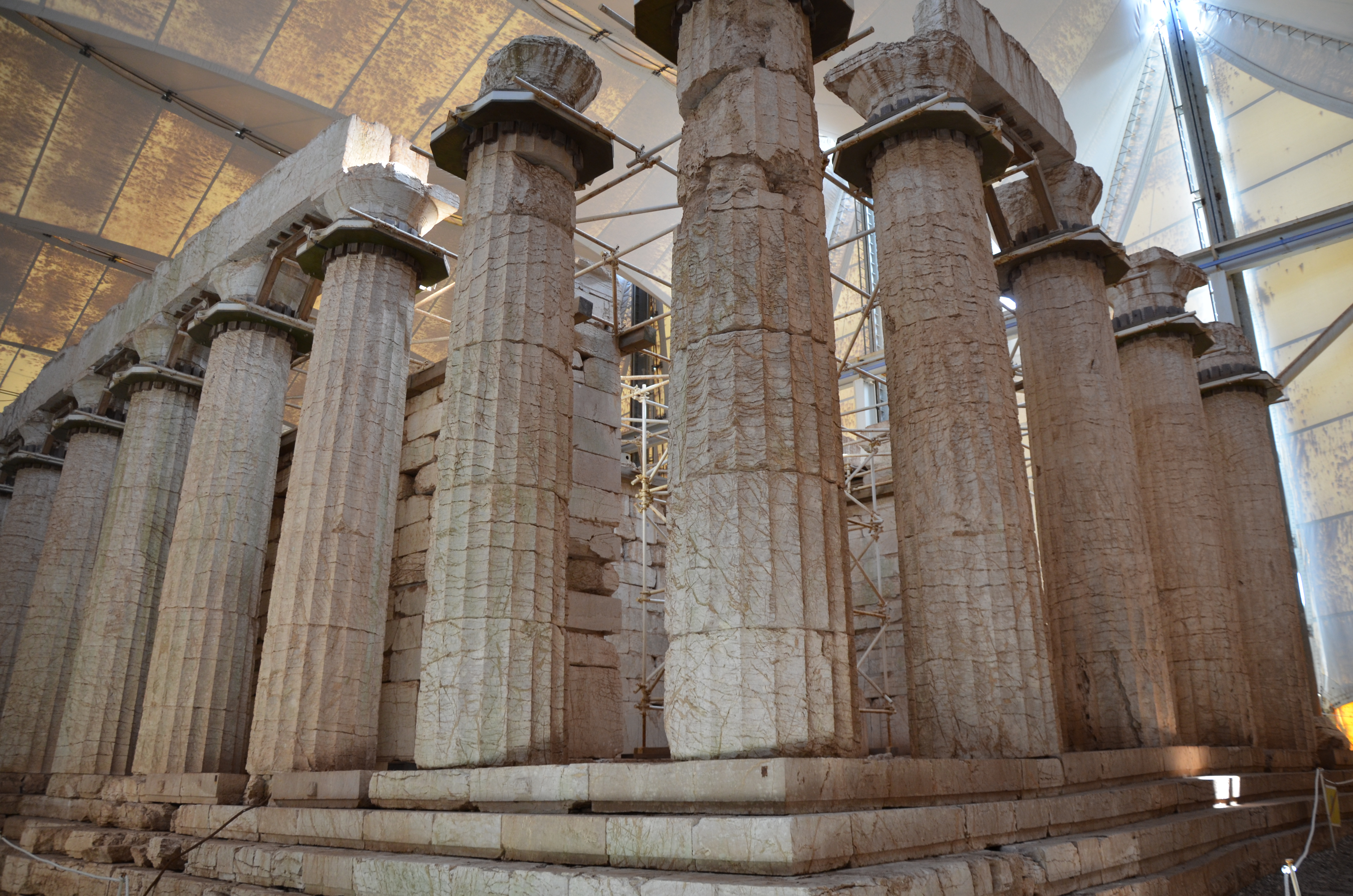
detail obvodových sloupů
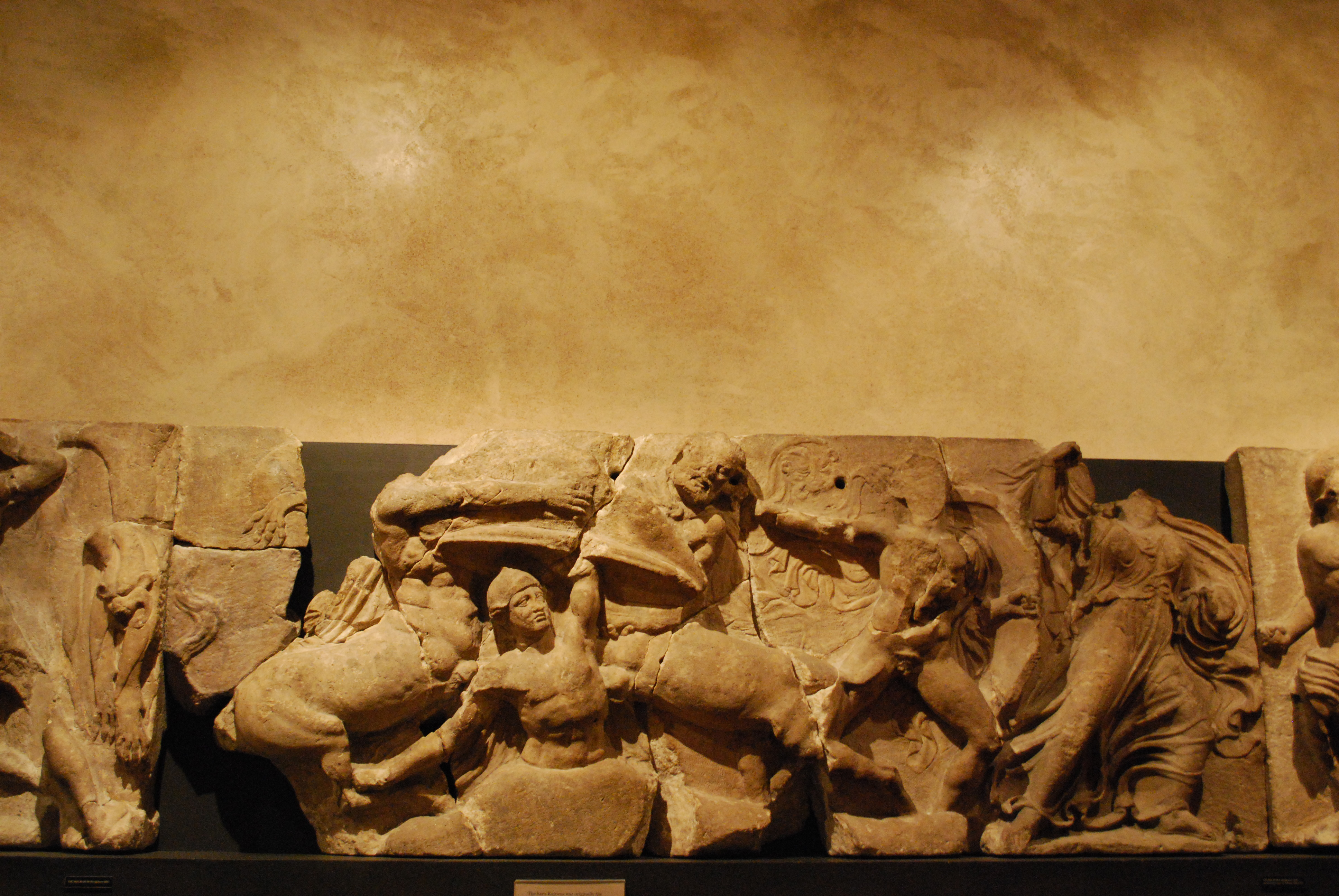
část reliéfu na průčelí celly